# Xã Savanna, Quận Carroll, Illinois
Xã Savanna (tiếng Anh: Savanna Township) là một xã thuộc quận Carroll, tiểu bang Illinois, Hoa Kỳ. Năm 2010, dân số của xã này là 3.729 người.